# 홍콩 언어학 학회 월어 병음 방안

홍콩 언어학 학회 월어 병음 방안(중국어 정체자: 香港語言學學會粵語拼音方案, 간체자: 香港语言学学会粤语拼音方案) 또는 월병(중국어 정체자: 粵拼, 간체자: 粤拼 윗핑[*], 영어: Jyutping)은 1993년에 홍콩 언어학 학회가 홍콩 광둥어 한자음을 로마자로 표기하는 발음 부호 방안이다.